# NGC 4698
NGC 4698 é uma galáxia espiral (Sab) localizada na direcção da constelação de Virgo. Possui uma declinação de +08° 29' 18" e uma ascensão recta de 12 horas, 48 minutos e 23,0 segundos.
A galáxia NGC 4698 foi descoberta em 18 de Janeiro de 1784 por William Herschel.